# Obituario

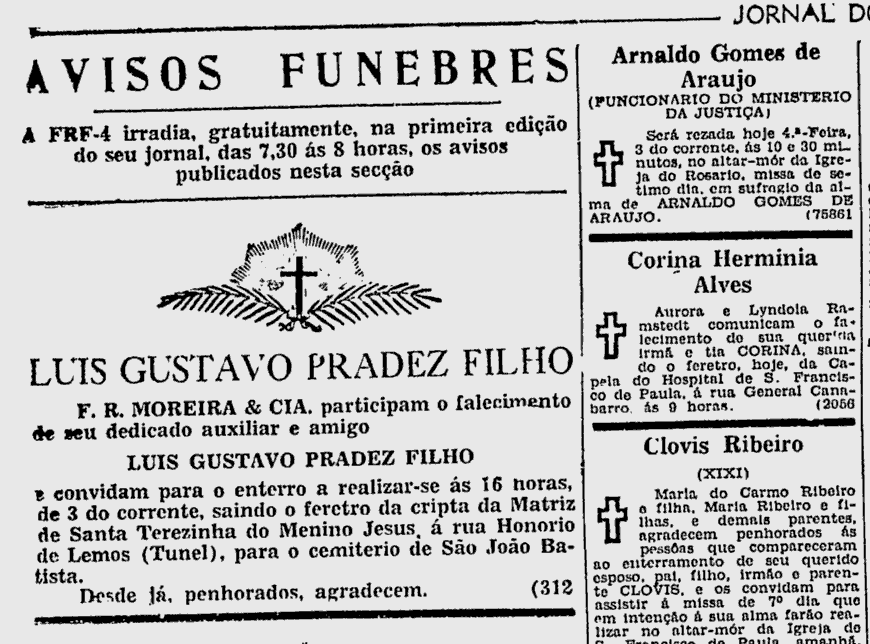
Detalle de la sección avisos fúnebres y obituarios de la edición del Jornal do Brasil del 3 de enero de 1940.

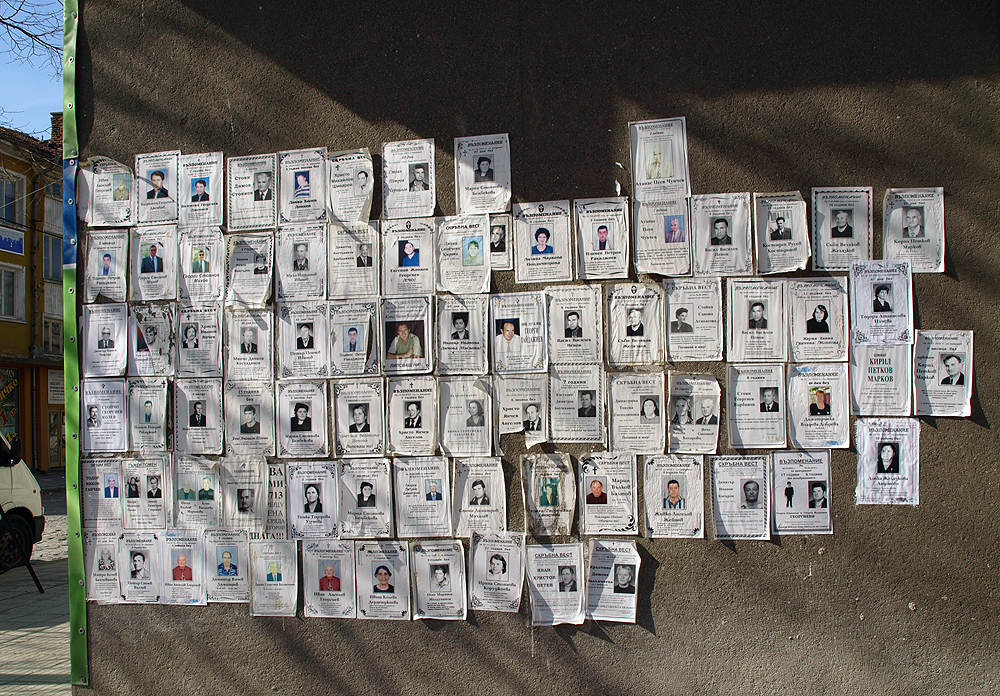
Notas de obituario tradicionales en plena calle, en Bulgaria.

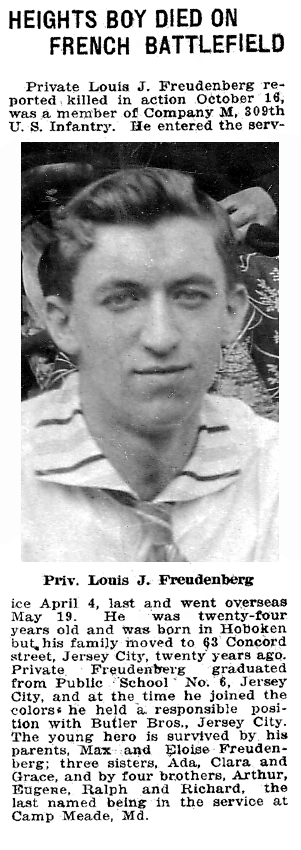
Obituario de Louis J. Freudenberg caído en acción durante la Primera Guerra Mundial.

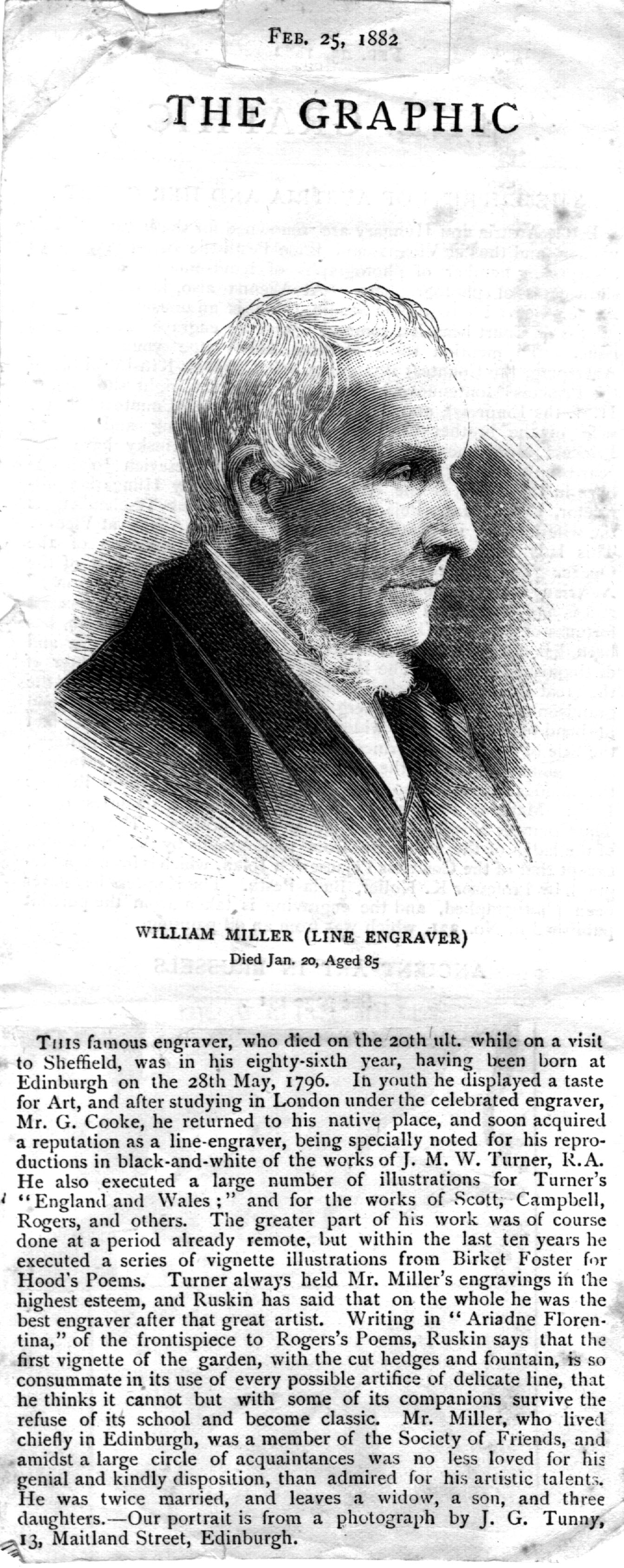
Obituario de William Miller, 25 de febrero de 1882.

Un obituario es el comentario de una noticia sobre una persona fallecida hace poco tiempo. El obituario intenta dar un recuento del contexto, la trascendencia pública y el significado de la vida del recién fallecido. También se conoce al obituario como necrología o necrológica. Debe distinguirse de una esquela o aviso de muerte (también conocido como aviso fúnebre o aviso mortuorio)[cita requerida], el cual es un anuncio pagado y redactado por los miembros de la familia, y publicado en un periódico o en varios, ya sea por la misma familia o por la casa funeraria. 
Muchas organizaciones noticiosas tienen obituarios pre-escritos en sus archivos para individuos notables que aún están vivos; permitiendo así que obituarios detallados, bien informados - y extensos - aparezcan rápidamente después de que estas personas fallezcan. 
Ocasionalmente el autor de un obituario fallece antes que lo haga el sujeto del que escribió. Por ejemplo, el obituario escrito por Walter Seager Sullivan, Jr sobre el connotado físico James Van Allen fue publicado en el año 2006 por AP inmediatamente después de la muerte de Van Allen (9 de agosto de 2006), y a pesar de que Sullivan había fallecido aproximadamente una década antes (19 de marzo de 1996).
En 2006, Bill McDonald del periódico New York Times respondió a preguntas hechas por los lectores acerca de obituarios, como parte de la campaña Times's Talk to the Newsroom (Habla con el salón de noticias). Y en esa oportunidad, el citado confirmó que el Times tenía más de 1200 obituarios en archivo, algunos escritos desde 1982, y también dijo que la política del Times' era siempre dar la causa de muerte cuando la misma se encontraba disponible y, que desde la publicación equivocada de un obituario prematuro para la bailarina estadounidense Katharine Sergava, también de siempre identificar a la persona que avisaba al periódico sobre el fallecimiento. La esperanza o estrategia que así se tenía y aplicaba, era que la referida atribución redujera la posibilidad de otro embarazoso y (para la familia por cierto) doloroso error.

## Obituarios prematuros
Artículo principal: Lista de obituarios prematuros
Por definición, los obituarios siempre deberían ser póstumos. Pero ocasionalmente hay obituarios que son publicados, ya sea accidentalmente o en forma intencional, mientras la persona aludida sigue viva. La mayoría de estas situaciones se deben a bromas, confusiones entre personas con nombres similares, o la inesperada supervivencia de alguien que estuvo muy cerca de morir. Algunos otros son publicados erróneamente debido a falta de comunicación entre periódicos, miembros de la familia, y la propia casa funeraria, usualmente resultando en situaciones embarazosas para todos los involucrados.
El autor irlandés Brendan Behan en su momento dijo que no existe tal cosa como mala publicidad excepto tu propio obituario. A este respecto, algunas personas malintencionadas buscan hacer que un editor de periódico desprevenido publique un aviso fúnebre u obituario en forma prematura, como una broma maliciosa, quizás para vengarse del supuesto «fallecido». Para prevenir este tipo de cosas, casi todos los periódicos en la actualidad tienen políticas requiriendo que los avisos fúnebres provengan de una fuente confiable (como una casa funeraria), aunque esto no ha detenido a algunos bromistas como Alan Abel.
Los obituarios son una característica notable de The Economist, el cual publica cada semana precisamente una página completa de este tipo de notas, reflexionando acerca de la vida de la persona a la que se refiere y su influencia en la historia del mundo. Sujetos del pasado de los que se ha ocupado esta publicación, van desde Ray Charles hasta Uday Hussein.
Por su parte, el British Medical Journal anima a doctores y afiliados para que escriban sus propios obituarios para ser publicados a posterioridad del propio fallecimiento.

## Obituarios metafóricos
En 1882, luego un partido de críquet en The Oval, en el cual Australia venció a Inglaterra en tierra británica por primera vez, el periódico inglés The Sporting Times publicó un obituario que afirmaba que el cricket inglés había muerto, y que el cuerpo sería cremado y las respectivas cenizas llevadas a Australia. Los medios ingleses nombraron la siguiente temporada a Australia (1882–83) como la misión que debía recuperar estas cenizas. Este suceso generó luego cantidad de notas periodísticas y obras de literatura.

## Páginas Web de obituarios
Desde julio de 2021, apareció en la Web una página llamada Obituario Nacional Archivado el 22 de octubre de 2021 en Wayback Machine., de origen chileno, que permite ingresar, a través de un formulario y planes gratuitos y pagados, la información fúnebre de un ser querido, compartiendo todas las indicaciones sobre su velorio o funeral; de esta forma puede ser visto por todos, sin restricciones. Además, entrega la oportunidad de compartir estos antecedentes a través de redes sociales. 
La página citada, también permite subir una foto del ser fallecido, crear una biografía e incluso georreferenciar velorios y funerales, dependiendo del plan elegido.